# 備讃フェリー
備讃フェリー株式会社（びさんフェリー）は、香川県丸亀市の海運会社。丸亀港と塩飽諸島を結ぶ航路を運航している。主に笠岡諸島に航路を持つ三洋汽船の関連会社である。

## 概要
丸亀港と塩飽諸島の広島、小手島、手島を結ぶ生活航路として1964年に就航した。それまでは三洋汽船が玉島 - 水島 - 江の浦 - 丸亀の旅客船航路を運営していたが、水島 - 丸亀航路をフェリー化するのに先立ち分離された。
1965年には丸亀 - 広島 - 小手島 - 手島航路にフェリーが就航、遅れて1982年6月には水島 - 広島航路にもフェリーが就航し、瀬戸大橋開通後は水島港を発着する唯一の旅客定期航路となっていたが、1998年4月に水島航路は廃止された。
2022年現在、3島への唯一の定期航路となっており、島民の生活航路のほか石材産業の積み出しにも利用されているが、3島の人口は1995年から2005年の10年間で792人から456人へ減少、今後も2015年には260人、2020年には192人と減少傾向が続くと推計されている。航路の利用状況も2002年度の旅客120,646人/車両10,907台から、2009年度には93,860人/8,180台と4分の3に減少、2015年度には約77,000人/約6,700台、2020年度には約67,000人/約5,600台まで減少すると推計されており、多額の損失を計上する厳しい経営状況が続くと予測されている。
事業存続のため、船舶の更新が最も重要な経営課題となっており、フェリー「びさん2」は就航から20年以上が経過し老朽化していること、船内のバリアフリー化の要望があること、運航経費低減を図る必要があることなどから、丸亀-広島航路改善協議会において新造船への代替が検討された。当社は債務超過となっており航路補助金に大きく依存していることから、経営の安定化を図るため、代替船は丸亀市が所有する船舶を備讃フェリーが運航する公設民営方式による導入となった。
新造船は4億7,200万円をかけて石田造船で建造され、2011年8月22日に進水、一般公募により「しわく丸」と命名された。同年10月1日から就航予定であったが、引き渡し検査でランプドアからの浸水事故を起こし、確認された不具合の改修のため就航は延期され、2012年2月21日に就航した。
しかしながら「しわく丸」は不具合の根本解決には至らず（石材を積んだ車両を搭載した時に大きく船が沈む込んだという）、僅か10年で使用を諦め後継として神原造船でフェリー「ひろておん」を建造。フェリー「ひろておん」は2023年2月7日に丸亀港で就航式が行われ、同月19日から運航することになった。

## 航路

### 運行中の航路
- 丸亀港 - 江の浦（広島） - 青木（広島） - 小手島 - 手島

手島行がフェリー2往復、旅客船1往復、江の浦行がフェリー1往復、旅客船5往復運航される。朝夕の便は青木・小手島に上下いずれかの便のみ寄港する。
木曜日は日中の手島行が旅客船からフェリーに変更され時刻が変わるほか、金曜日は最終の江の浦行旅客船が手島行に延長される。
広島では広島コミュニティバスが接続する。

### 過去の航路
- 水島港 - 江の浦

距離21km、所要時間80分

## 船舶
旅客船、フェリー各1隻の2隻を保有する。

### 就航中の船舶

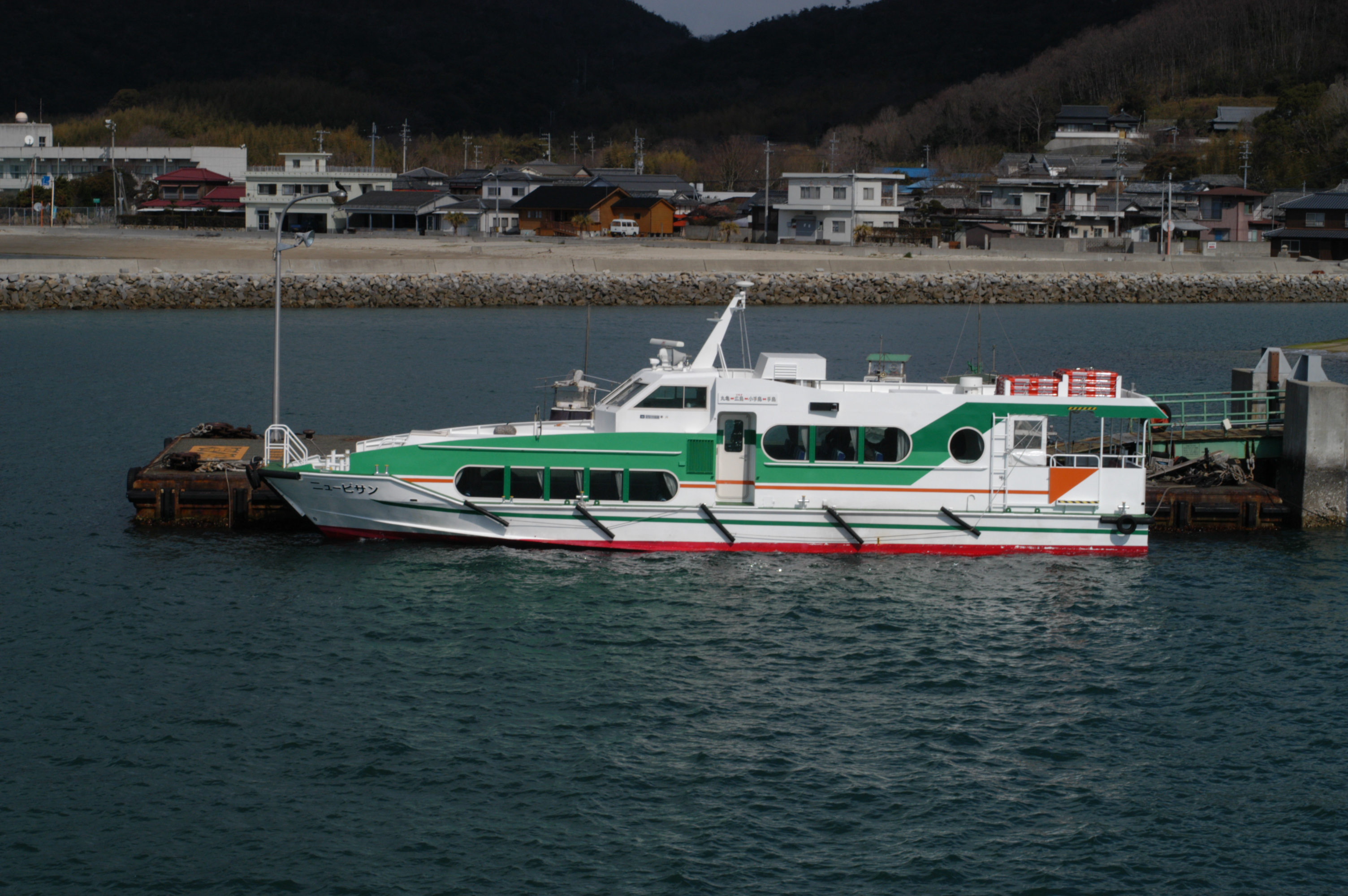
ニュービサン

- ニュービサン（旅客船）

2004年7月竣工、瀬戸内クラフト建造、鉄道建設・運輸施設整備支援機構共有
19総トン、全長18.20m、型幅4.00m、型深さ1.40m、ディーゼル（ヤンマー 6GHA-ET）2基、機関出力324kW×2、最大速力27.00ノット、航海速力22ノット、乗組員2名、旅客定員74名
- ひろておん（フェリー）

2023年2月竣工、神原造船建造、丸亀市所有
243総トン、全長39.0m、ディーゼル2基、旅客定員150名

### 過去の船舶

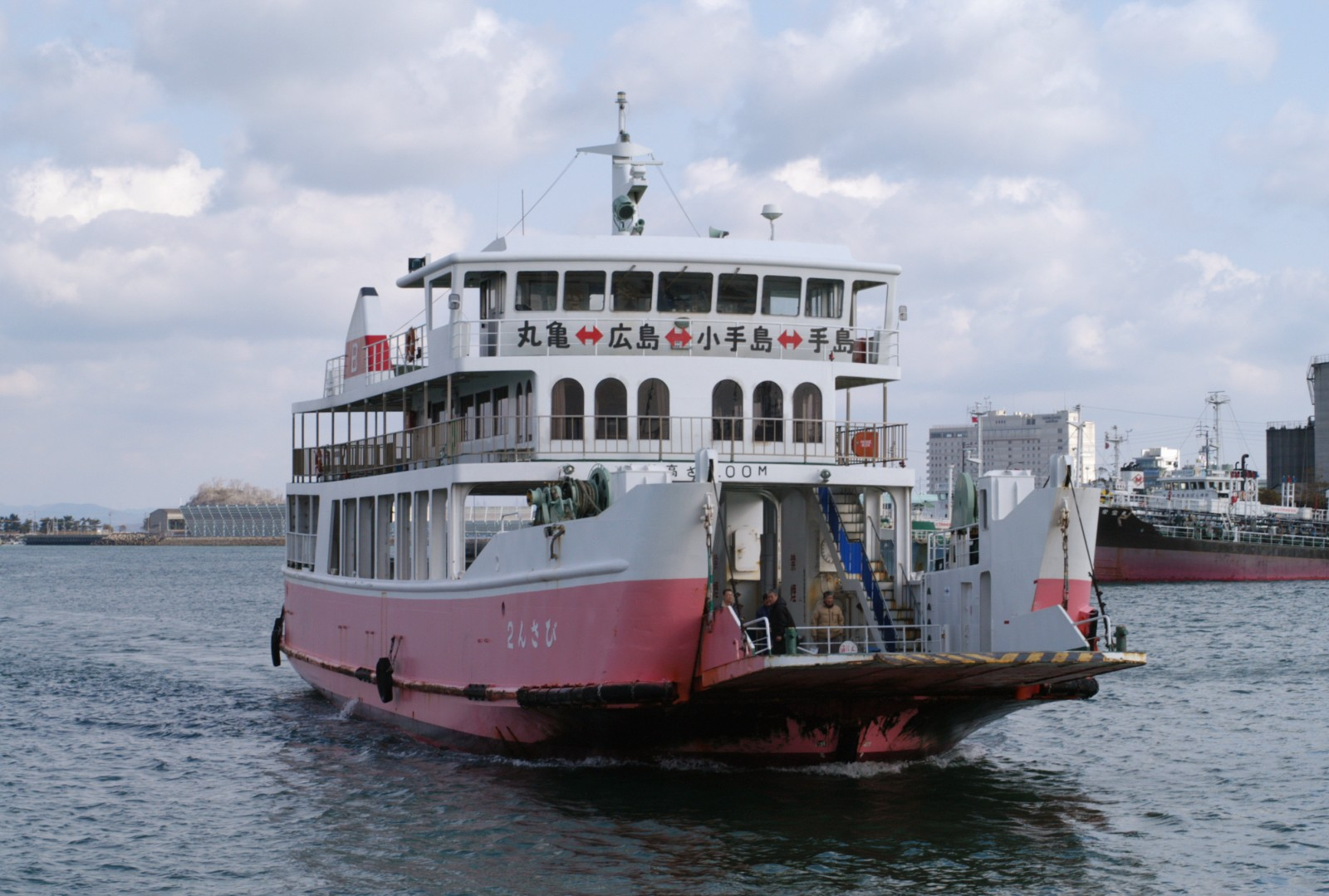
びさん2

- せと（フェリー）[7]

1966年4月竣工、檜垣造船建造
193.76総トン、全長32.15m、型幅8.00m、型深さ2.80m、ディーゼル1基、機関出力500ps、航海速力11.0ノット
旅客定員150名、大型バス4台または大型トラック8台
- はつひろ（フェリー）[7]

1968年7月竣工、1979年6月16日就航、西大寺造船建造、もと四国汽船「びさん」
172.00総トン、全長34.30m、型幅8.00m、型深さ2.80m、ディーゼル1基、機関出力650ps、航海速力11.5ノット
旅客定員150名、大型トラック6台
- びさん（フェリー）[7]

1973年6月進水、1984年3月15日就航。もと能登商船「フェリーのと」
194.14総トン、ディーゼル1基、機関出力750ps
旅客定員150名
- びさん2（フェリー）

1988年7月竣工、2012年引退、神原造船建造（第366番船）
299総トン、全長41.20m、型幅10.00m、型深さ3.19m、ディーゼル1基、機関出力950PS、航海速力10.0ノット、旅客定員150名
2021年4月現在、インドネシア共和国　ジャワ島カタパン港とバリ島ギリマヌ港を結ぶ定期フェリー便として就航中。現在の船名はTIGA ANUGRAH。船籍港はインドネシア共和国東ジャワ州スラバヤ港。
- しわく丸（フェリー）

2011年8月竣工、石田造船建造（第807番船）、丸亀市所有
269総トン、全長47.81m、型幅10.50m、型深さ3.19m、ディーゼル2基、機関出力441kW×2、航海速力11ノット、旅客定員150名
2023年8月、宮地サルベージで解体。